# Россия молодая (роман)
«Россия молодая» — роман Ю. П. Германа, повествующий о начале перемен в эпоху Петра Великого. Роман писался 10 лет и вышел первым изданием в 1952 г. Впоследствии роман был значительно переработан и дополнен автором.

## Сюжет
Действие романа начинается с преобразований царя Петра Алексеевича, который отправляет одного из главных героев в Архангельск — морской порт России. Там среди местных поморов появился второй герой романа кормщик Иван Рябов. Морские сражения, строительство флота и новой столицы, засилье иностранцев соседствуют в романе с храбростью, самоотверженностью и верностью идеалам главных и второстепенных героев — простых мужиков, морских старателей, кормщиков и кораблестроителей, монахов, навигаторов, каторжан, воевод и служилых людей. Автор описывает исторические события через жизнь главных героев — Ивана Рябова и Селиверста Иевлева, раскрывает отношение между государством и церковью, показывает характер эпохи через подробнейшие описания быта и уклада русского Севера и столицы.

## Исторические неточности
Роман содержит существенную историческую ошибку. В романе шпион Ларс дес Фонтейнес прибывает в Стокгольм на прием к Карлу XII и графу Пиперу с докладом о делах в Архангельске после первого сражения под Нарвой. Этот эпизод отнесён автором к 1701 году. Однако в реальной истории такого эпизода не было и быть не могло — Карл XII и его первый министр граф Пипер покинули Стокгольм в мае 1700 года (сражение под Нарвой состоялось в ноябре 1700 года) и более в Стокгольм не возвращались. Граф Пипер после Полтавской битвы попал в плен, где и умер; Карл XII вернулся в Швецию только в 1715 году, но в Стокгольме не был, отправился воевать в Норвегию и там погиб в 1718 году.

## Интересные факты
- Идеей для создания романа послужила просьба вице-адмирала А. А. Николаева: рассказать морякам о прошлом русского флота на Севере. Для выполнения задания вице-адмирал приказал Ю.Герману поехать в Архангельск, поработать в библиотеке, в архиве.[1]
- Предвестником романа стала пьеса «Белое море», поставленная в 1943 г. В. Плучеком во флотском театре.
- Иван Рябов — исторический персонаж. Впервые Ю. Герман услышал о нём от И. Ф. Котовцева, которому о Рябове «бабинька пела». Позже данные подтвердились архивными материалами.
- В 1981—1982 гг. вышел 9-серийный телефильм «Россия молодая».